# Asztalos Sándor (író)
Asztalos Sándor (Nagyvárad, 1890. augusztus 31. – Budapest, 1959. augusztus 14.) magyar író, újságíró.

## Életútja
1918-ban a Nagyváradi Munkás Újság szerkesztője. Az első világháború után rövid ideig Kolozsvárt újságíró, 1920-ban a kolozsvári Új Ember munkatársa. 1924-től a Temesvári Hírlap belső munkatársa. 1929-ben Temesvárt jelent meg Nincs kegyelem című dokumentumregénye Ágoston Péter jogtudósról, a Magyarországi Tanácsköztársaság zsombolyai származású külügyi népbiztoshelyetteséről.
1930–31-ben a temesvári A Nap című napilap, ugyanott 1933-ban A Világ című politikai és közgazdasági hetilapot szerkesztette.  Avantgárd verseit és novelláit az aradi Genius és napilapok közölték, irodalompolitikai és kritikai írásaiban élesen támadta a transzilvanizmust. 1945 után a nagyváradi Új Élet belső munkatársa volt, 1948-ban Magyarországra költözött, ahol könyvet írt Bíró Lajos – egy nagy magyar utazó címmel (Budapest, 1953) a neves tasnádi születésű természettudósról.